# Paradiscocyrtus cerayanus
Paradiscocyrtus cerayanus is een hooiwagen uit de familie Gonyleptidae.